# High Mountain Rangers
High Mountain Rangers ist eine Fernsehserie, die 1988 erstmals vom US-amerikanischen Sender CBS ausgestrahlt wurde. In Deutschland wurde sie erstmals von März bis Mai 1989 auf dem damaligen Sender RTLplus ausgestrahlt.

## Inhalt
Ende der 1950er Jahre gründete Jesse Hawkes das Bergrettungsteam High Mountain Rangers. Jesse ist mittlerweile im Ruhestand und lebt mit seinem Sohn Cody in einer Berghütte. Sein Sohn Matt leitet nun die Spezialtruppe der Ranger. Robin Kelly, Cutler, Hart, der Shoshone Frank Avila und der junge Izzy stehen ihm dabei zur Seite. Sie retten Menschen und schützen die Tierwelt vor Wilderern.

## Folgen
| Folge | deutscher Titel          | Originaltitel              |
| ----- | ------------------------ | -------------------------- |
| 1     | In der Höhle gefangen    | The only place to live     |
| 2     | Geliebter Vater          | Old friends, new friends   |
| 3     | Der Prozess              | The trial of Jesse Hawkins |
| 4     | Der letzte Versuch       | Competitors                |
| 5     | Kriegsspiele             | Wargames                   |
| 6     | Das Rennen ihres Lebens  | The run for her life       |
| 7     | Mord auf Bestellung      | Mr. Right                  |
| 8     | Heiliges Land            | Sacred ground              |
| 9     | Panik beim Ausflug       | The wild                   |
| 10    | Blutige Spur             | Ordeal                     |
| 11    | Der Fluchtversuch        | Asylum                     |
| 12    | Lawinengefahr            | Matt’s choice              |
| 13    | Auf eigene Faust, Teil 1 | Rites of passage, Part 1   |
| 14    | Auf eigene Faust, Teil 2 | Rites of passage, Part 2   |
| 15    | Keine Spur von Paula     | Hope and glory             |
| 16    | Der scharfe Spieß        | S.N.A.F.U.                 |
| 17    | Die Mafia im Genick      | Stockbroker                |
| 18    | Im Rotlichtmilieu        | Eddy Street                |
| 19    | Eine perfekte Falle      | Collision course           |